# Один день американского журналиста в 2889 году
«Оди́н день америка́нского журнали́ста в 2889 году́» (фр. La Journée d’un journaliste américain en 2889) — научно-фантастический рассказ французского писателя Жюля Верна. Написан в 1889 году.

## Публикация
Впервые рассказ был напечатан на английском языке в журнале «Форум» в феврале 1889 года под заглавием «В 2889 году» и за авторством Жюля Верна.

Это произведение Жюль Верн планировал включить в задуманный им в 1890 году сборник «Воспоминания о детстве и юности» под названием «Один день журналиста», однако сборник так и не был издан.

Несколько подправленный рассказ был прочитан автором в Амьенской академии 18 января 1891 года.

Публикация на французском языке состоялась в журнале «Journal d’Amiens, Moniteur de la Somme» 21 января 1891 года. Несколько месяцев спустя рассказ также был опубликован в выходивших небольшим тиражом «Записках Амьенской академии». Здесь он уже был назван «Один день американского журналиста в 2890 году».

Для посмертного сборника отца «Вчера и завтра» Мишель Верн снова переработал текст, дав ему более длинный заголовок «В XXIX веке. Один день американского журналиста в 2889 году».

В 1979 году рассказ издан в Амьене, 50-страничной книгой, издательством Atelier du Gué. Аннотацию к рассказу составил Даниель Компер из ведомства по культуре города Амьена.

## Сюжет
В рассказе описывается один рабочий день 25 июля 2889 года директора голосовой газеты «Ирт геральд», наследницы легендарной газеты «Нью-Йорк геральд».

## Интересные факты
- Рассказ был написан сыном писателя Мишелем в октябре-ноябре 1888 года для американского журнала «Форум». Жюль Верн с интересом отнёсся к рассказу, отредактировал его и согласился на печать произведения под своим именем.
- Также упоминается[где?] версия, согласно которой Жюль Верн написал рассказ о будущем по просьбе издателя и редактора газеты «Нью-Йорк геральд» Гордона Беннета.
- Идея подводного пневматического поезда также упоминается в рассказе «Экспресс будущего».